# Lasiococca brevipes
Lasiococca brevipes là một loài thực vật có hoa trong họ Đại kích. Loài này được (Merr.) Welzen & S.E.C.Sierra mô tả khoa học đầu tiên năm 2005.